# Gran Premio Copa de Plata
El Gran Premio Copa de Plata es uno de los cotejos turfísticos más importantes de la temporada en Argentina para yeguas de 3 años y más edad y se disputa en el césped del Hipódromo de San Isidro sobre la distancia de 2000 metros. Es una competencia de Grupo 1 en la escala internacional y su copa lleva el nombre del Arq. Roberto Vásquez Mansilla, presidente del Jockey Club de Buenos Aires entre 1975 y 1990.
Desde 2011, esta prueba se realiza en la jornada internacional que incluye el Gran Premio Carlos Pellegrini, el Gran Premio Internacional Joaquín S. de Anchorena y el Gran Premio Félix de Álzaga Unzué. La nómina de inscriptas de cada año está compuesta, en su mayoría, por yeguas reservadas de los grandes haras.
Esta carrera es la primera competencia que enfrenta en el año a las potrancas más jóvenes con las yeguas adultas.

## Últimas ganadoras de la Copa de Plata
| Año  | Ganadora        | País | Jockey                 | País | Padre              | País | Madre             | País | Criador                     | Caballeriza           | Colores            |
| ---- | --------------- | ---- | ---------------------- | ---- | ------------------ | ---- | ----------------- | ---- | --------------------------- | --------------------- | ------------------ |
| 2024 | Brienne Trigger |      | William "Jony" Pereyra |      | Cosmic Trigger     |      | Linda Star        |      | Haras Juan Antonio          | Las Canarias          |                    |
| 2023 | Edict           |      | Juan Cruz Villagra     |      | Il Campione        |      | Stormy Valery     |      | Triple Alliance S.A.        | Triple Alliance       |                    |
| 2022 | Joy Neverland   |      | Brian Enrique          |      | Fortify            |      | Nevermind Inc     |      | La Biznaga                  | La Raya               |                    |
| 2021 | Didia           |      | William "Jony" Pereyra |      | Orpen              |      | Delambre          |      | Haras La Manija             | La Manija             | Horse racing silks |
| 2020 | Elvas           |      | Juan Cruz Villagra     |      | Catcher in The Rye |      | Gran Oleada       |      | Haras La Madrina            | Don Teodoro (SI)      | Horse racing silks |
| 2019 | Seas Alabada    |      | Damián Ramella         |      | Sebi Halo          |      | Calling You       |      | Haras El Paraíso            | Los Patrios           | Horse racing silks |
| 2018 | Global Beauty   |      | Adrián Giannetti       |      | Global Hunter      |      | Kiwi Girl         |      | Rafael Horacio Dellacasa    | Tres P                | Horse racing silks |
| 2017 | Care Lady       |      | Eduardo Ruarte         |      | Equal Stripes      |      | Care For          |      | Haras Abolengo              | Los Cardones          | Horse racing silks |
| 2016 | Dona Bruja      |      | Aníbal Cabrera         |      | Storm Embrujado    |      | This Is Crazy     |      | Iván Roberto Gasparotto     | Tres G.               | Horse racing silks |
| 2015 | Sobradora Inc   |      | Fabricio Barroso       |      | Include            |      | Stormy Soberly    |      | Haras La Biznaga            | Triunvirato           | Horse racing silks |
| 2014 | Pretty Girl     |      | Juan Carlos Noriega    |      | Harlan's Holiday   |      | Piba Como Vos     |      | Haras El Chañar             | RDI                   | Horse racing silks |
| 2013 | Hendaia         |      | Adrián Giannetti       |      | Orpen              |      | Baska Hermosa     |      | Haras Usasti                | Los Vascos            | Horse racing silks |
| 2012 | Miss Pinky      |      | Edwin Talaverano       |      | Numerous           |      | Rosada Fitz       |      | Haras Firmamento            | Firmamento            | Horse racing silks |
| 2011 | La Laguna Azul  |      | Jorge Ruíz Díaz        |      | Orpen              |      | La Laguna Verde   |      | Haras Carampangue           | Carampangue           | Horse racing silks |
| 2010 | Malpensa        |      | Adrián Giannetti       |      | Orpen              |      | Marsella          |      | Haras Santa Inés            | Santa Inés            | Horse racing silks |
| 2009 | Kalath Wells    |      | Edwin Talaverano       |      | Poliglote          |      | Kalath            |      | Haras Firmamento            | Firmamento            | Horse racing silks |
| 2008 | Miss Taylor     |      | Edwin Talaverano       |      | Numerous           |      | Cara y Linda      |      | Haras Firmamento            | Firmamento            | Horse racing silks |
| 2007 | Filarmonía      |      | Pablo Falero           |      | Slew Gin Fizz      |      | Fijeza            |      | Haras Vacación              | Vacación              | Horse racing silks |
| 2006 | Samba Reggae    |      | Jorge Ricardo          |      | Mutakddim          |      | Rapper            |      | Haras La Quebrada           | Bonaventura           | Horse racing silks |
| 2005 | Cursora         |      | Pablo Falero           |      | Candy Stripes      |      | Calórica          |      | Haras Vacación              | Vacación              | Horse racing silks |
| 2004 | Halo Ola        |      | Damián Ramella         |      | Southern Halo      |      | Esnaola           |      | Haras Firmamento            | Firmamento            | Horse racing silks |
| 2003 | Miss Loren      |      | Julio César Méndez     |      | Numerous           |      | Luminare          |      | Haras Firmamento            | Firmamento            | Horse racing silks |
| 2002 | Empeñosa Fitz   |      | Edgardo Gramática      |      | Fitzcarraldo       |      | Cronaxia          |      | Haras Firmamento            | Firmamento            | Horse racing silks |
| 2001 | Decencia        |      | Juan Carlos Noriega    |      | Lode               |      | Dimly             |      | Haras Vacación              | Vacación              | Horse racing silks |
| 2000 | Feet of Clay    |      | Julio César Méndez     |      | Hidden Prize       |      | Frau Ariane       |      | Haras Orilla del Monte      | Orilla del Monte      | Horse racing silks |
| 1999 | Alexine         |      | Pedro Robles           |      | Runaway Groom      |      | Sentimental Gift  |      | Lineo de Paula Machado      | Río Claro             | Horse racing silks |
| 1998 | Delivery        |      | Rubén Laitán           |      | Political Ambition |      | Double Play       |      | Haras Vacación              | Vacación              | Horse racing silks |
| 1997 | Croassant       |      | Pablo Falero           |      | Confidential Talk  |      | Crevette          |      | Haras Vacación              | Vacación              | Horse racing silks |
| 1996 | Kimba           |      | Edwin Talaverano       |      | Abel Prospect      |      | Dirma             |      | Nacida en Perú              | Myrna                 | Horse racing silks |
| 1995 | Different       |      | Juan José Paulé        |      | Candy Stripes      |      | Diferente         |      | Haras Abolengo              | Alto Verde            | Horse racing silks |
| 1994 | Tocopilla       |      | Juan Maciel            |      | El Basco           |      | Poco Lolo         |      | Haras de la Pomme           | La Pomme              | Horse racing silks |
| 1993 | Luck            |      | Rubén Laitán           |      | Kasteel            |      | Tike              |      | Haras Comalal               | Comalal               | Horse racing silks |
| 1992 | La Francesa     |      | Juan Jarcovsky         |      | Fort de France     |      | La Endiablada     |      | Haras La Quebrada           | La Quebrada           | Horse racing silks |
| 1991 | Potrichal       |      | Pablo Falero           |      | Potrillazo         |      | Chaldee           |      | Haras La Madrugada          | Tori                  | Horse racing silks |
| 1990 | Jewellery       |      | Jorge Caro Araya       |      | Fort de France     |      | Jungle Princess   |      | Haras La Quebrada           | Matty                 | Horse racing silks |
| 1989 | Laura Ly        |      | José Abregú            |      | Logical            |      | Rosaura           |      | Haras Rosa del Sur          | Rosa del Sur          | Horse racing silks |
| 1988 | Jabalina Brown  |      | Miguel Abregú          |      | Dark Brown         |      | Destination       |      | Haras Rosa del Sur          | Rosa del Sur          | Horse racing silks |
| 1987 | Fiara           |      | Juan Maciel            |      | Pepenador          |      | Figuración        |      | Haras Vacación              | Vacación              | Horse racing silks |
| 1986 | Frau Eleonora   |      | Juan Jarcovsky         |      | Frari              |      | Elevante          |      | Haras La Biznaga            | La Biznaga            | Horse racing silks |
| 1985 | Harvard's Bay   |      | Jorge Valdivieso       |      | Halpern Bay        |      | Hanako            |      | Haras Santa María de Araras | Santa María de Araras | Horse racing silks |
| 1984 | So Glad         |      | Jorge Valdivieso       |      | Liloy              |      | Glad              |      | Haras Santa María de Araras | Santa María de Araras | Horse racing silks |
| 1983 | Cerbatana       |      | Jorge Palacios         |      | Cipayo             |      | Titania           |      | Haras Don Yeye              | Guanabara             | Horse racing silks |
| 1982 | Salt Spring     |      | Rubén Laitán           |      | Salt Marsh         |      | Jungle Mythologic |      | Haras La Quebrada           | La Quebrada           | Horse racing silks |
| 1981 | Málaga          |      | Víctor Centeno         |      | Salt Marsh         |      | Mirmex            |      | Haras La Quebrada           | La Quebrada           | Horse racing silks |
| 1980 | Charming Mary   |      | Jorge Valdivieso       |      | Morston            |      | Mary Charlotte    |      | Haras Trinidad              | Triunvirato           | Horse racing silks |